# I Just Wanna Love U (Give It 2 Me)
"I Just Wanna Love U (Give It 2 Me)" é uma canção de Jay-Z, lançada como o primeiro single do seu álbum de 2000 The Dynasty: Roc La Familia. Foi produzida pelos The Neptunes apresenta um refrão cantado por Pharrell Williams assim como Shay Haley e Omillio Sparks que não são creditados. O vídeo clipe da canção apresenta participações dos rappers Beanie Sigel, Lil' Kim, Jermaine Dupri, Damon Dash, Lil' Cease, Memphis Bleek, e do ator John Witherspoon. A canção também foi apresenta na turnê Viva do Coldplay como pré-música, uma referência devido a participação de Jay-Z na faixa "Lost!".

## Recepção
Steve Birchmeier do Allmusic considera "I Just Wanna Love U" "uma canção divertida milhas longe das batidas pesadas que Swizz Beatz do Ruff Ryders tem oferecido à Jay-Z um ano antes." Em adição, Rob Marriot da Rolling Stones e Steve Juon do RapReviews.com a consideram uma faixa preparada para as boates que vai deixar "os carros pulando de uma costa para a outra.". O single eventualmente se tornou o primeiro de Jay-Z a chegar ao número 1 na parada de Hip-Hop/R&B. A canção foi votada a número um pela revista Complex para sua lista das Melhores Canções da Década.

## Lista de faixas

### CD
1. "I Just Wanna Love U (Radio Edit)" (3:50)
2. "Parking Lot Pimpin" (4:15)
3. "Hey Papi (Clean)" (4:27)
4. "I Just Wanna Love U (Give It to Me) (Video)"

### Vinil

#### Lado-A
1. "I Just Wanna Love U (Give It 2 Me) (Radio Edit)"
2. "I Just Wanna Love U (Give It 2 Me) (LP Version)"
3. "I Just Wanna Love U (Give It 2 Me) (Instrumental)"

#### Lado-B
1. "Parking Lot Pimpin' (Radio Edit)"
2. "Parking Lot Pimpin' (LP Version)"
3. "Parking Lot Pimpin' (Instrumental)"